# Здание соляной конторы
Здание соляной конторы — памятник архитектуры в историческом центре Нижнего Новгорода. Построен в 1750—1870 годы по проектам архитекторов В. С. Обухова и Р. Я. Килевейна.
Здание постройки XVIII — второй половины XIX веков расположено на Рождественской улице, в старинном районе Нижнего посада. Фасады, выходящие на улицу перестроены при приспособлении под доходный дом в 1870 году. Внутри двора сохранились оригинальные постройки XVIII века.

## История
Нижний Новгород в XVII веке стал главным соляным складом страны, за городом закрепился статус крупнейшей перевалочной базы и поставщика соли, которую поставляли из Соли-Камской, Урала, Сибири, волжского Понизовья и Балахны. После указа Петра I о государственной монополии на продажу соли от 1705 года, Берг-коллегия учредила в Нижнем Новгороде свою главную контору. Отсюда подрядчики развозили соль по всем городам страны. На соляных подрядах в XVIII веке огромные состояния заработали Строгановы, а в XIX веке — Бугровы и Блиновы.
Крупнейшие сооружения, связанные с торговой деятельностью, находились на Нижнем посаде (торге), который располагался узкой лентой вдоль волжского берега. В середине XVIII века каменное строительство не было распространено в городе, только на Нижнем посаде было выстроено несколько общественных каменных зданий, которые вместе с несколькими каменными храмами и купеческими амбарами изменили архитектурный облик Нижнего торга, застроенного преимущественно одноэтажными деревянными домами. К этим постройкам относились здания магистрата, винного подвала и Соляной конторы. 
Соляная контора размещалась в каменном здании, которое к 1740 годам обветшало. В 1745 году для осмотра постройки приехал зодчий В. С. Обухов — один из крупнейших московских архитекторов 1730-х — 1750-х годов, работавший в «командах» И. Ф. Мичурина, И. Я. Бланка, И. К. Коробова, Д. В. Ухтомского и впоследствии руководивший собственной «командой». Он нашёл, что здание совершенно негодно к эксплуатации и разработал проект новой Соляной конторы, первоначально именовавшейся Соляным двором.
Строительство конторы началось в 1750 году под руководством архитектурии гезеля (закончившего обучение, но не получившего аттестата) московской архитектурной «команды» Д. В. Ухтомского — В. В. Исакова, который завершил строительство к 1753 году. Контора стала крупнейшим сооружением Нижнего Новгорода вплоть до перепланировки района торга на основе регулярного плана 1770 года и возведения торговых корпусов гостиного двора и Мучных рядов в 1780-е годы. Здание было построено на месте старой конторы в самом оживлённом месте Нижнего посада, между Троицкой и Борисоглебской церквями. Здание возвели двухэтажным с центральным арочным проездом во двор и лавочным оконцем справа. Во втором этаже располагались горницы, окна которых обрамляли барочные фигурные наличники.
Архитектура здания менялась со временем, вследствие частых ремонтов и перестроек: в 1797 году архитектором И. И. Немейером, после пожара 1819 года И. Е. Ефимовым и в 1840-х годах. После того как торговля солью была передана в частные руки, здание конторы было продано купцам из Рыбинска. Фасады конторы были кардинально перестроены в 1870 году архитектором Р. Я. Килевейном. В конце XIX века в здании располагались ресторан и гостиница.
В советский период в здании продолжала действовать гостиница. После Великой Отечественной войны гостиничные номера отдали под квартиры семьям фронтовиков. Позже в здании располагались многочисленные коммунальные комнаты.

## Архитектура
В XVIII веке Соляной двор имел сложное архитектурно-пространственное построение: включал складские, торговые и административные помещения, сгруппированные вокруг двора в замкнутый одноэтажный объём, имевший небольшую надстройку второго этажа со стороны улицы. Вдоль главного фасада, выходившего на Козьмодемьянскую (сегодня — Рождественскую) улицу, двор имел небольшую зону, состоявшую из четырёх торговых лавок, располагавшихся попарно по сторонам арки главного въезда. Над центральной проездной аркой и лавками находились помещения конторы. Подобное планировочное и композиционное построение было характерно для архитектуры XVII века, однако оно продолжало использоваться и развиваться и в середине XVIII века.
Наиболее интересным элементом постройки была открытая галерея главного фасада. Подобный приём широко использовался для организации внутренних пространств гостиных дворов XVII века, однако применение галерей-аркад со стороны уличного фасада было новым явлением, не имевшем распространения в архитектуре. Первые примеры такого приёма появились в Санкт-Петербурге петровского времени (деревянные гостиные дворы и рынки 1710-х — 1720-х годов, каменный гостиный двор на Васильевском острове, арх. Д. Трезини).
В 1870 году фасад здания был перестроен архитектором Р. Я. Килевейном в стиле академической эклектики. Сохранилась арка главного проезда, утрачена галерея-аркада, здание надстроено третьим этажом. Тем не менее, в существующем здании сохранились капитальные стены и оконные проёмы с решётками середины XVIII века. Контора уникальна для архитектуры Нижнего Новгорода, является редким примером провинциальной архитектуры середины XVIII века.             